# 애쉬 (영화)
《애쉬》(중국어: 江湖儿女)는 2018년 개봉한 중국의 드라마 영화이다. 자장커가 감독과 각본을 맡았다. 2018 칸 영화제 황금종려상 경쟁후보작이다.

## 출연

### 주연
- 랴오판
- 자오타오
- 펑샤오강
- 쉬정
- 댜오이난
- 장이바이